# Rocaille

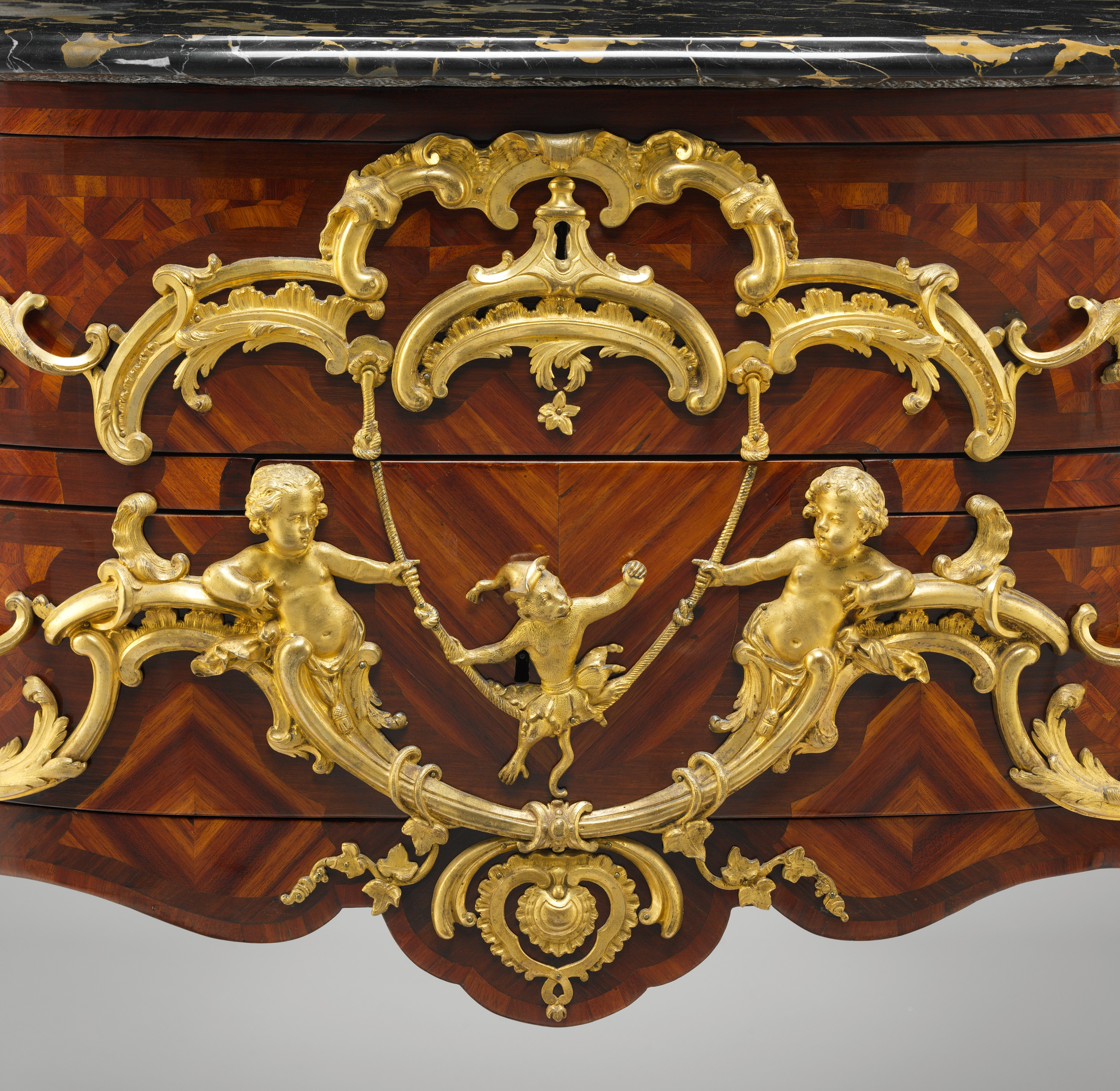
Decorazione a rocailles in un mobile intarsiato prodotto dall'ebanista Charles Cressent (1745–49; New York, Metropolitan Museum).

La rocaille (ʁɔkɑj) è un tipo di decorazione esuberante, composta da curve, controcurve, ondulazioni ed elementi modellati sul tema naturale, che si diffusero nell'ambito degli stili tardo barocco e rococò, in particolare durante il regno di Luigi XV di Francia, ma prendendo poi piede anche in Italia, Baviera ed Austria. Queste vennero utilizzate sia per le decorazioni d'interni che per gli esterni. Esse rappresentavano una reazione artistica alla pesantezza ed alla formalità dello stile Luigi XIV. Il loro uso iniziò nel 1710 circa, raggiungendo l'apice negli anni '30 del Settecento ed estinguendosi nell'uso alla fine degli anni '50 del medesimo secolo, con l'arrivo del neoclassicismo.

## Storia
Come il rococò, la rocaille era uno stile decorativo ispirato essenzialmente alle forme naturali. Il nome deriva dal francese e fa riferimento a quegli accrocchi di rocce, conchiglie e gesso che venivano creati per dare effetti più pittoreschi alle grotte artificiali nei giardini aristocratici già a partire dal rinascimento. Nel 1736, il disegnatore e gioielliere Jean Mondon pubblicò il Premier Livre: De forme Rocquaille et Cartel, una collezione di disegni per ornamenti di mobili e decorazioni d'interni che presentavano le prime rocaille.
Tali decorazioni apparvero da subito nella decorazione di saloni di residenze, con l'intento di stupire gli ospiti con una sovrabbondanza di decorazioni nelle sale. Un esempio tipico dell'epoca è il Salon de la Princesse dell'Hôtel de Soubise a Parigi, disegnato da Germain Boffrand e Charles-Joseph Natoire (1735–40). Le caratteristiche della rocaille era quello di potersi facilmente adattare agli usi più disparati, dagli stucchi al mobilio, scolpiti oppure realizzati in gesso, bianchi o dorati; curve sinuose e controcurve, l'uso di forme vegetali (fiori, foglie e viti) consentivano la realizzazione di disegni anche complessi. Tra i principali mobilieri che fecero ampio uso delle rocailles in questo periodo vi furono Juste-Aurele Meissonier e Charles Cressent, oltre a Nicolas Pineau.

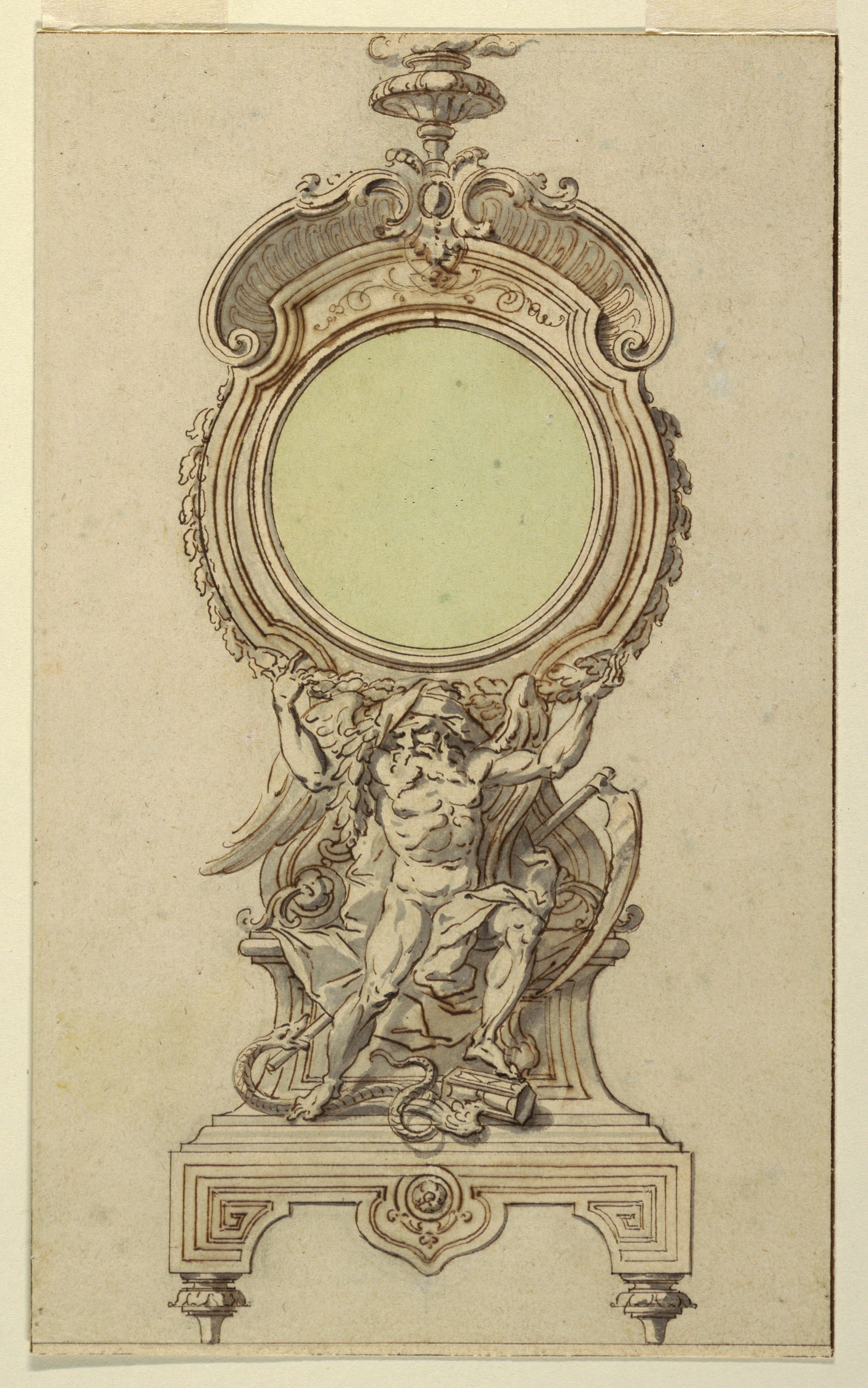
Disegno per una cassa di orologio di Gilles-Marie Oppenordt (1715 circa).
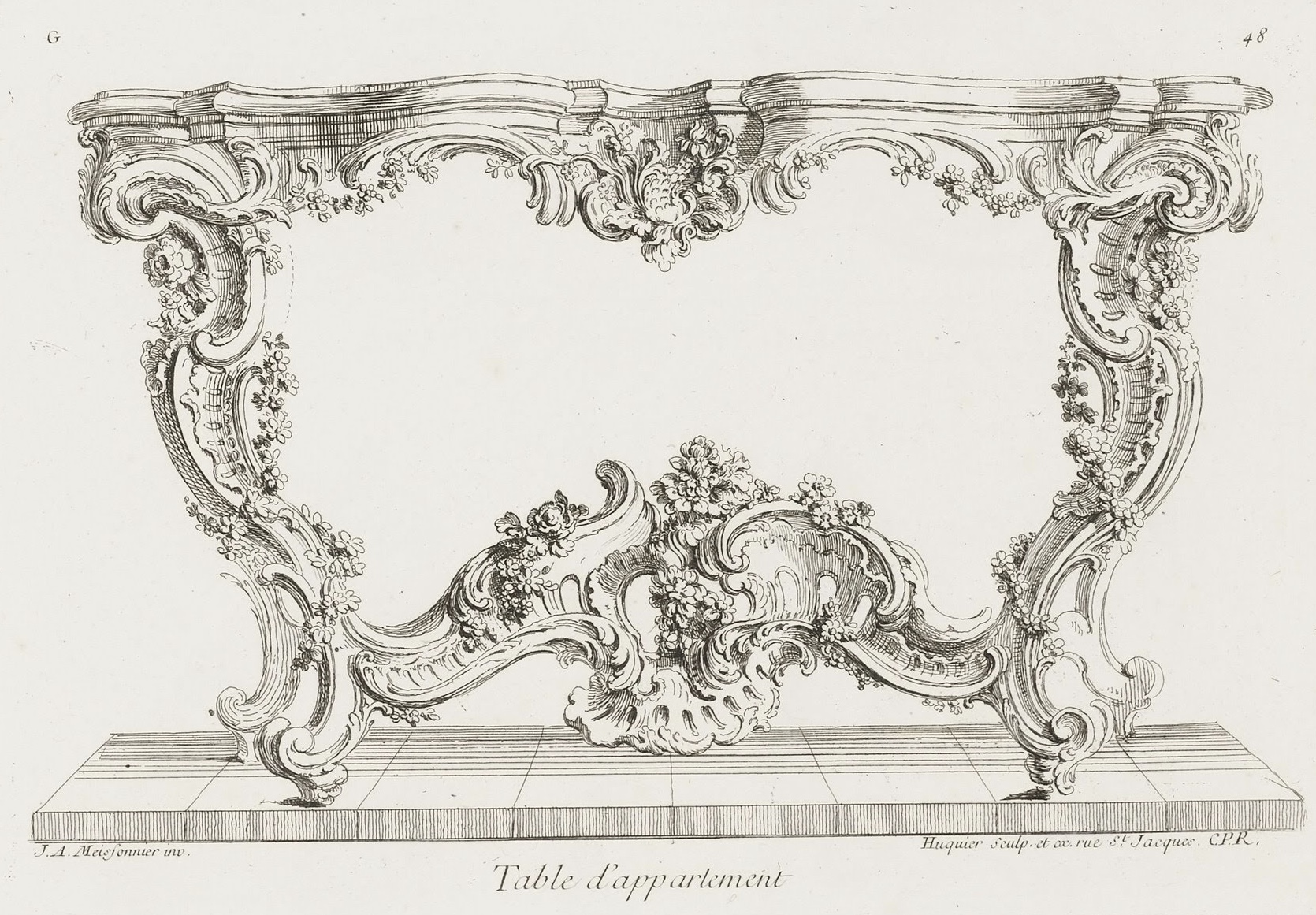
Disegno per una consolle di Juste-Aurele Meissonier (1730 circa).
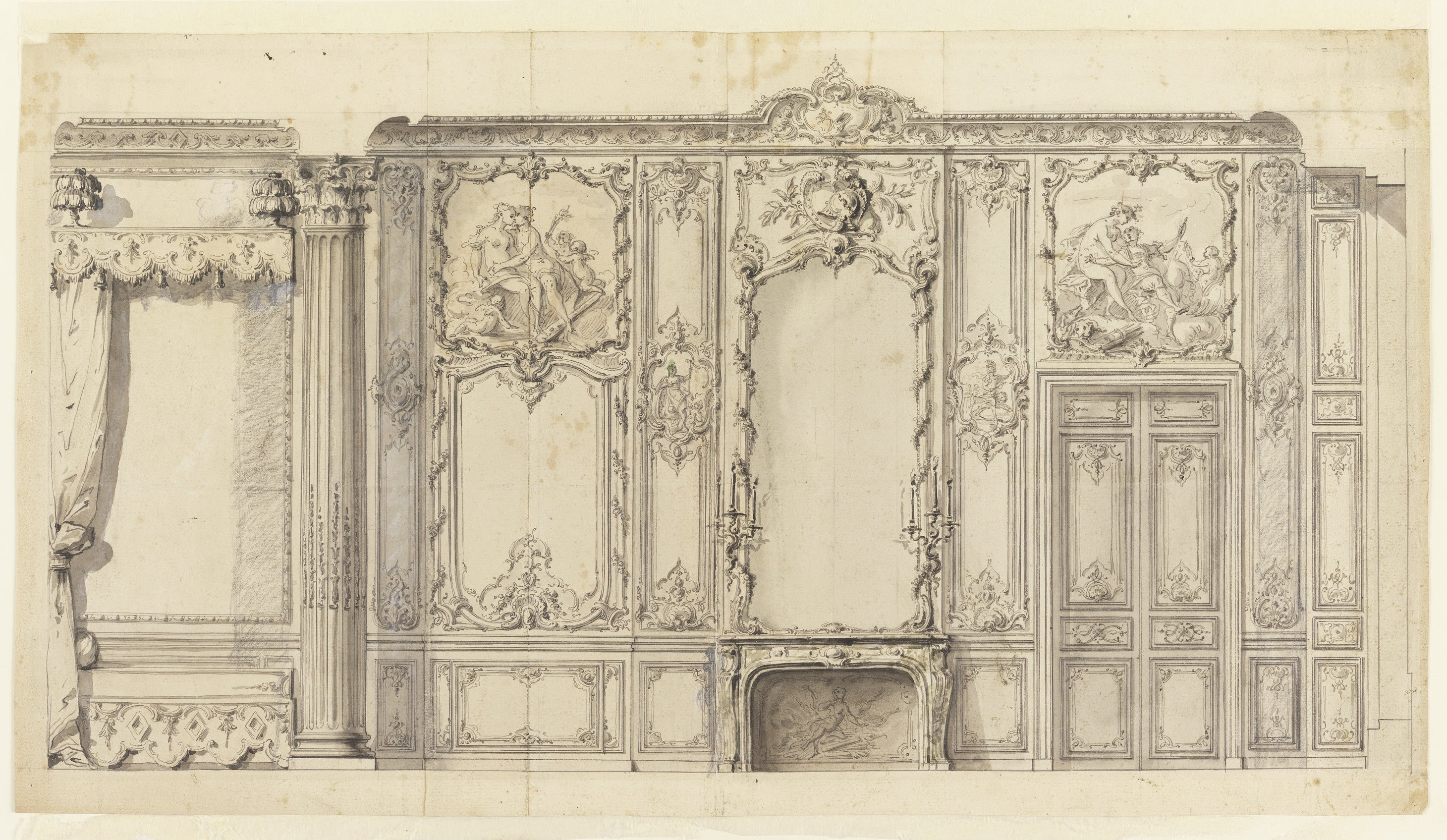
Disegno della camera del principe all'Hotel de Soubise, di Germain Boffrand (1735–40).
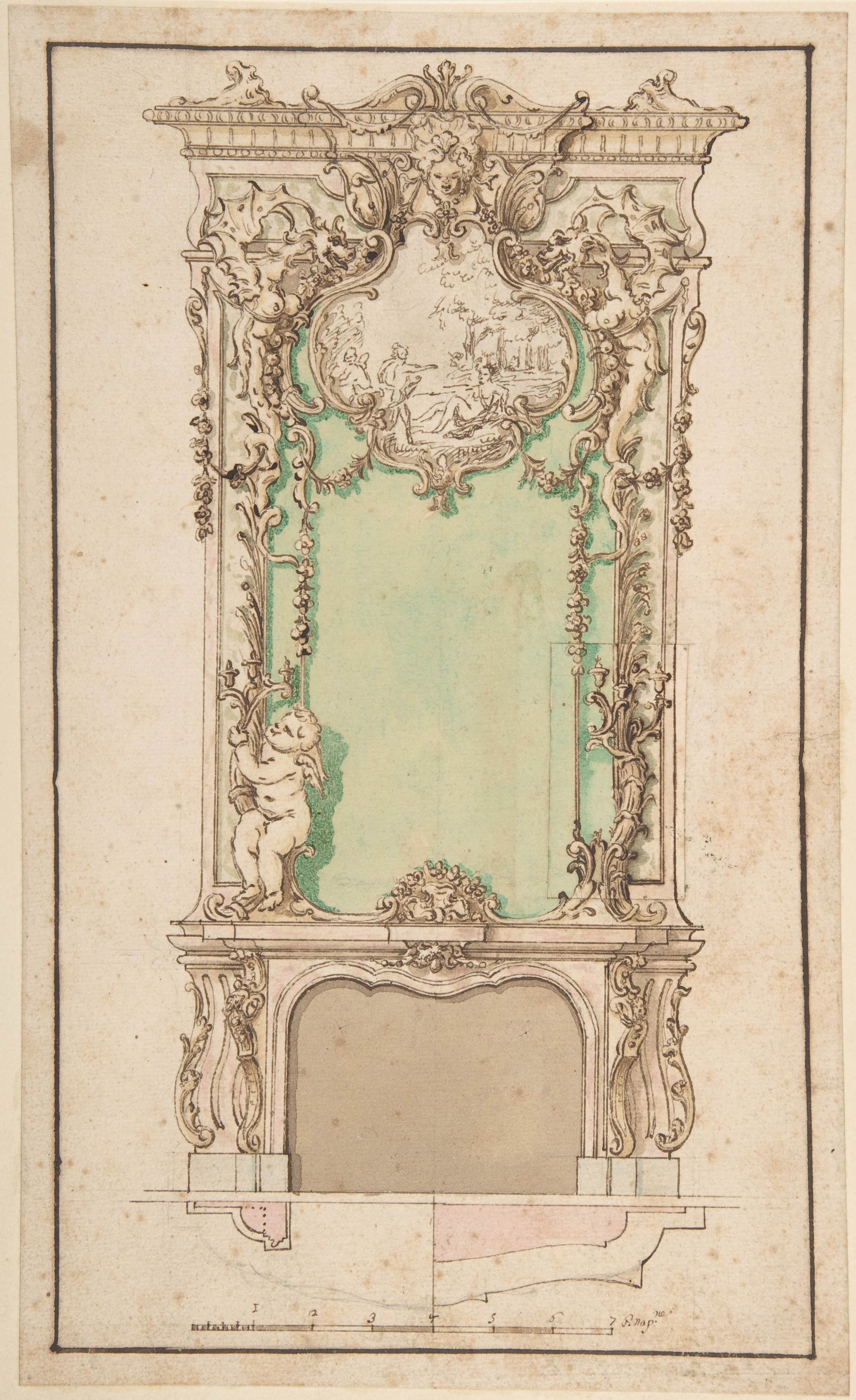
Camino e specchiera disegnati da Nicolas Pineau (prima metà del XVIII secolo).
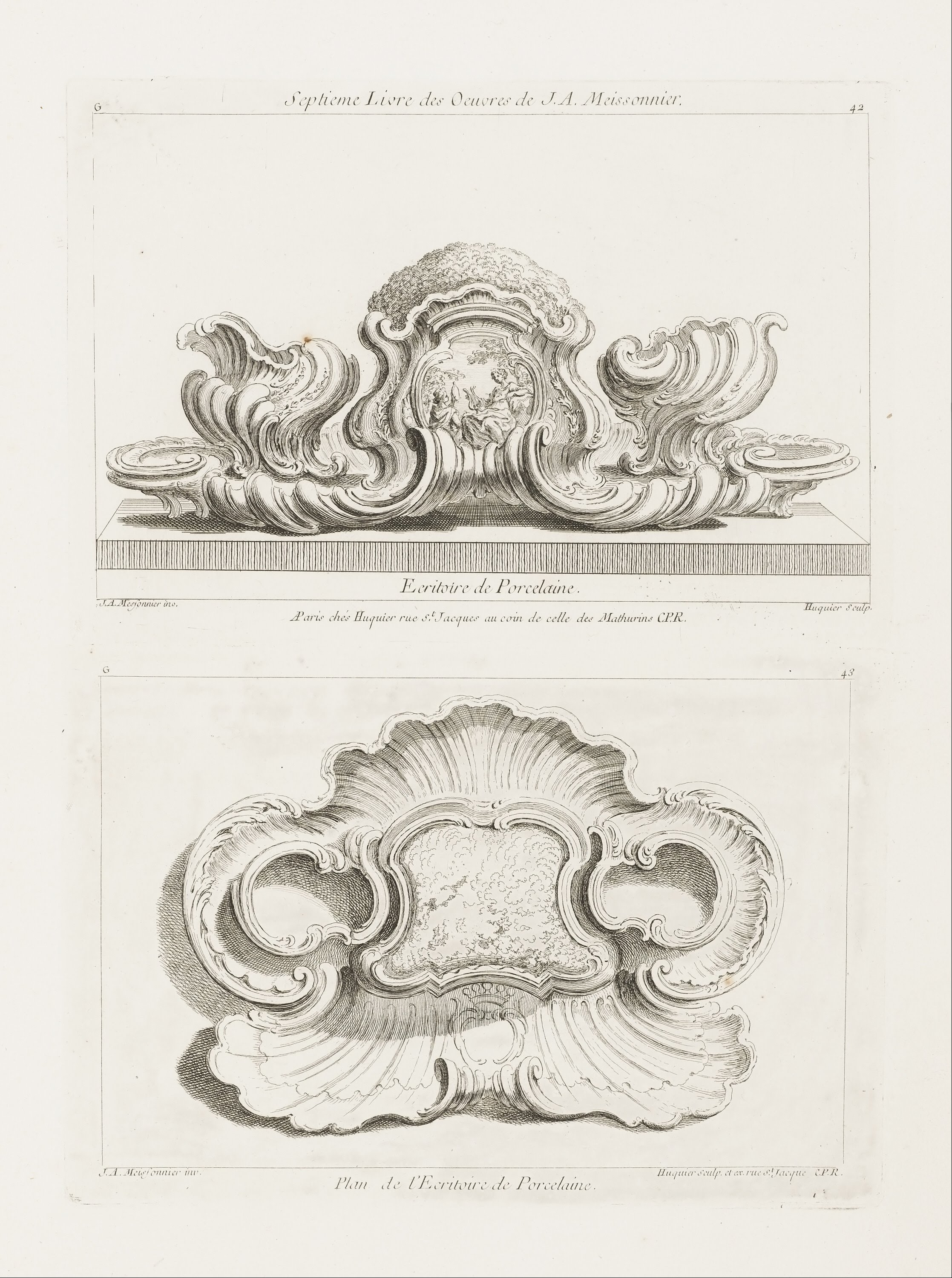
Disegni per un set da scrittura in porcellana di Juste-Aurèle Meissonnier (1748).
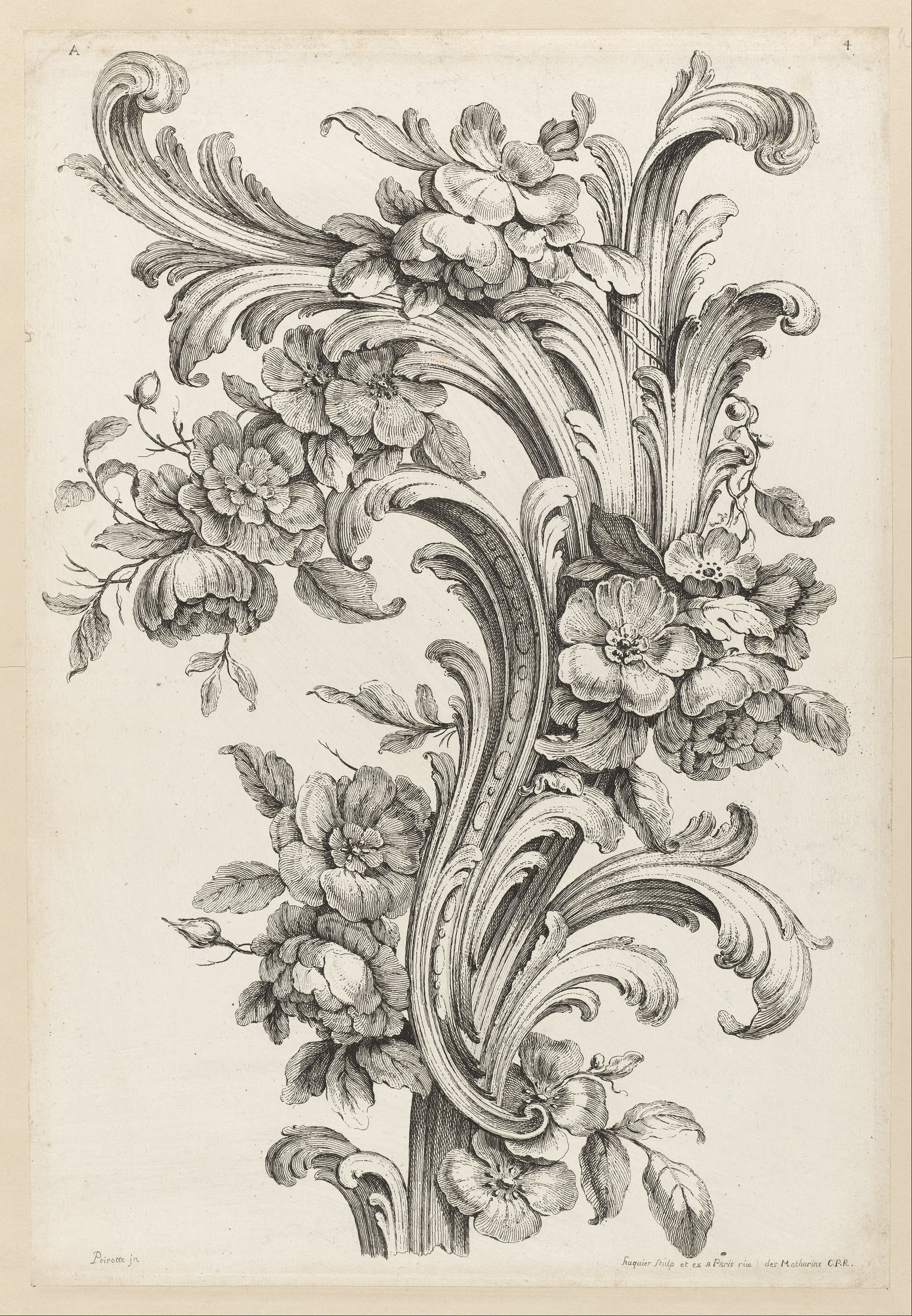
Disegno a fiori e foglie d'acanto di Alexis Peyrotte (1750).

## Mobili
Le decorazioni a rocailles erano contraddistinte dall'uso di conchiglie, cascate di foglie e di fiori, foglie di palma e altri elementi naturali, sulla base in particolare dell'opera pubblicata dal disegnatore francese Bernard Toro nel 1716, che circolò largamente in tutta Europa. Tra i principali mobilieri che applicarono tali decorazioni ai loro prodotti vi furono Juste-Aurèle Meissonnier, Jean Bérain the Elder, Gilles-Marie Oppenordt, Nicolas Pineau, Charles Cressent, Thomas Germain, Mathieu Criaerd, Jacques Caffieri, i fratelli Louis, René e Michel Cresson, e Jean-Claude Duplessis.
Charles Cressent (1685–1768), nello specifico, realizzò mobili per Luigi XV di Francia, per il re del Portogallo e per l'elettore di Baviera divenendo in breve tempo uno dei più importanti ebanisti d'Europa dell'inizio del Settecento. Egli seppe applicare le rocailles alle commodes, alle librerie ed alle scrivanie, abbinandone la realizzazione spesso a legni preziosi come il boi de rose e talvolta realizzando rocailles in bronzo dorato da applicare poi al mobilio, lanciando una vera e propria moda. Fu sempre lui a lanciare inoltre la moda delle espagnolettes à aigrette, dei piccoli busti (spesso di donna) da applicare agli angoli di commodes o scrivanie.

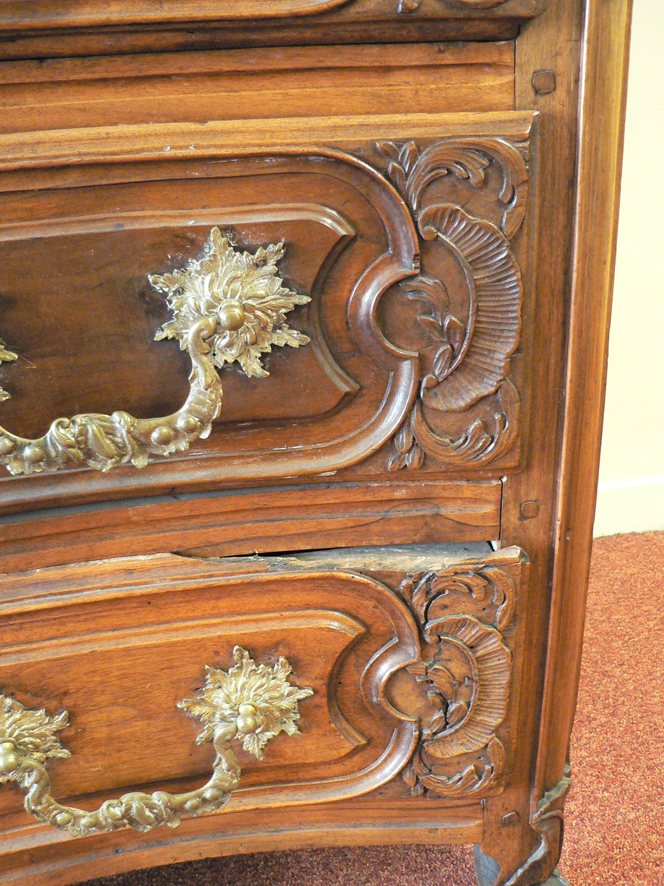
Rocailles in forma di foglie, fiori e conchiglie su un mobile della prima metà del XVIII secolo.
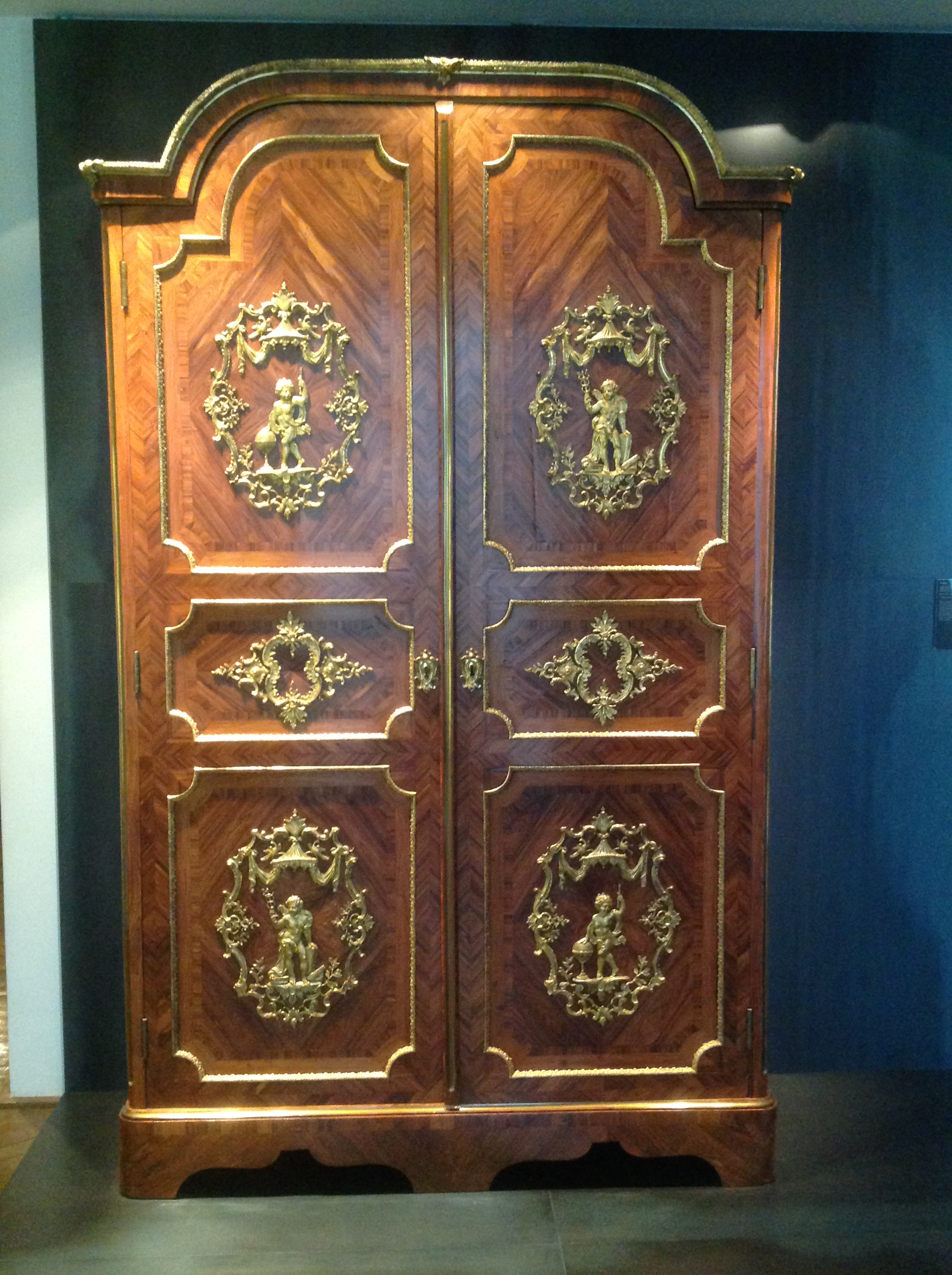
Armadio di stile Luigi XV (1725–30), realizzato da Charles Cressent (1725–30).
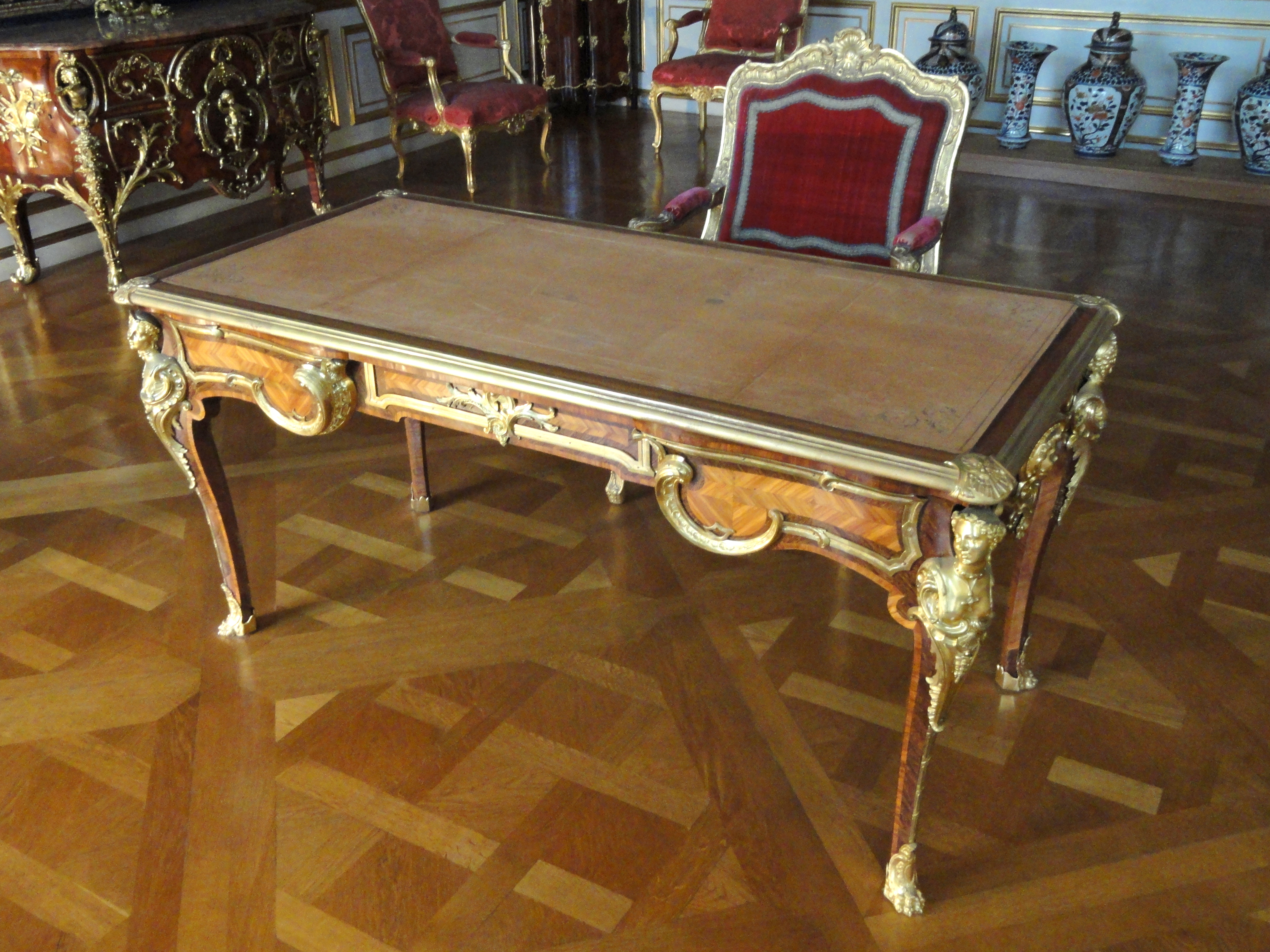
Scrivania con delle Espagnolettes di Charles Cressent (1730–35).
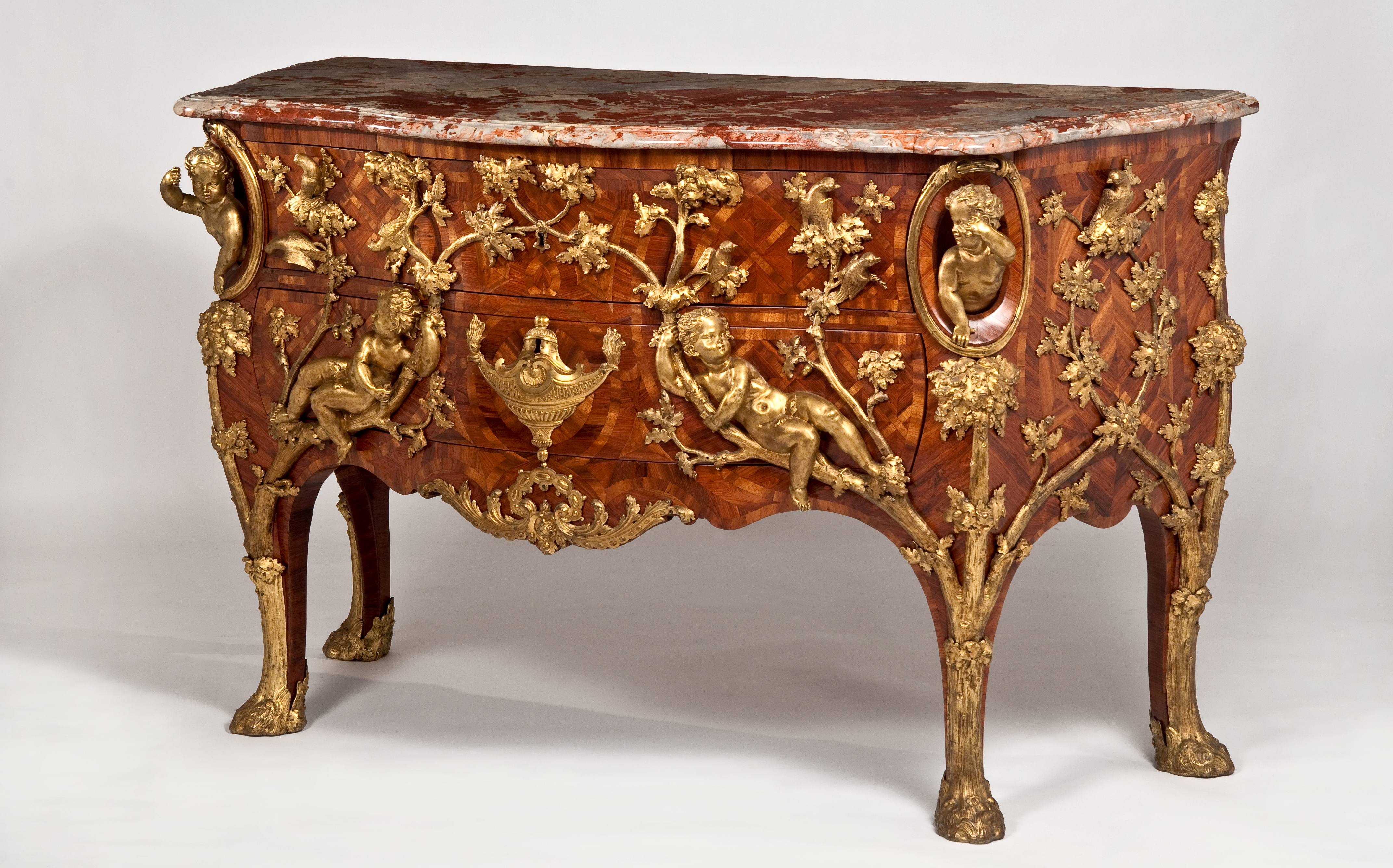
Commode di Charles Cressent (1730; Waddesdon Manor).
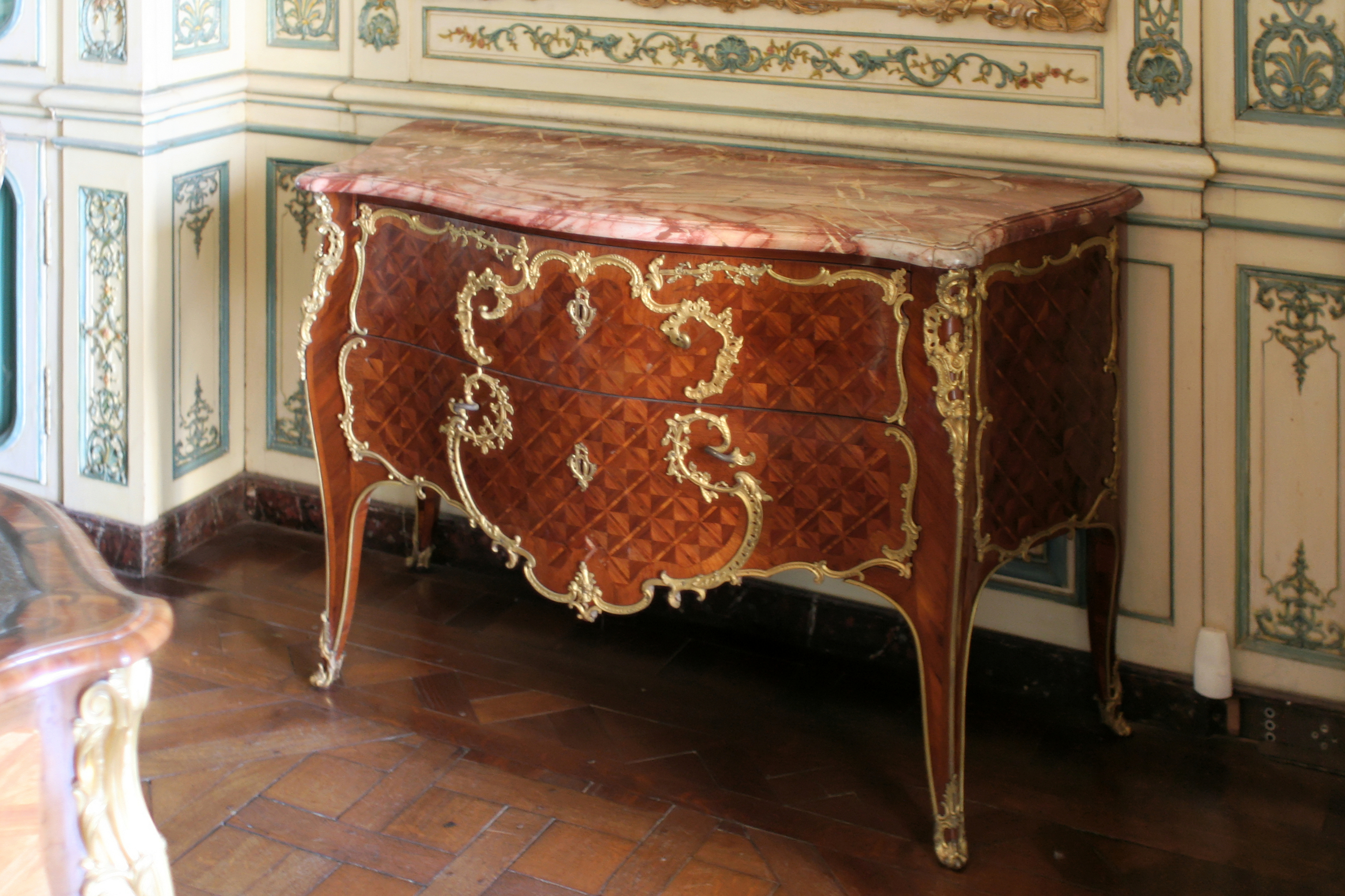
Commode del Delfino di Francia, di Mathieu Criaerd (1748).
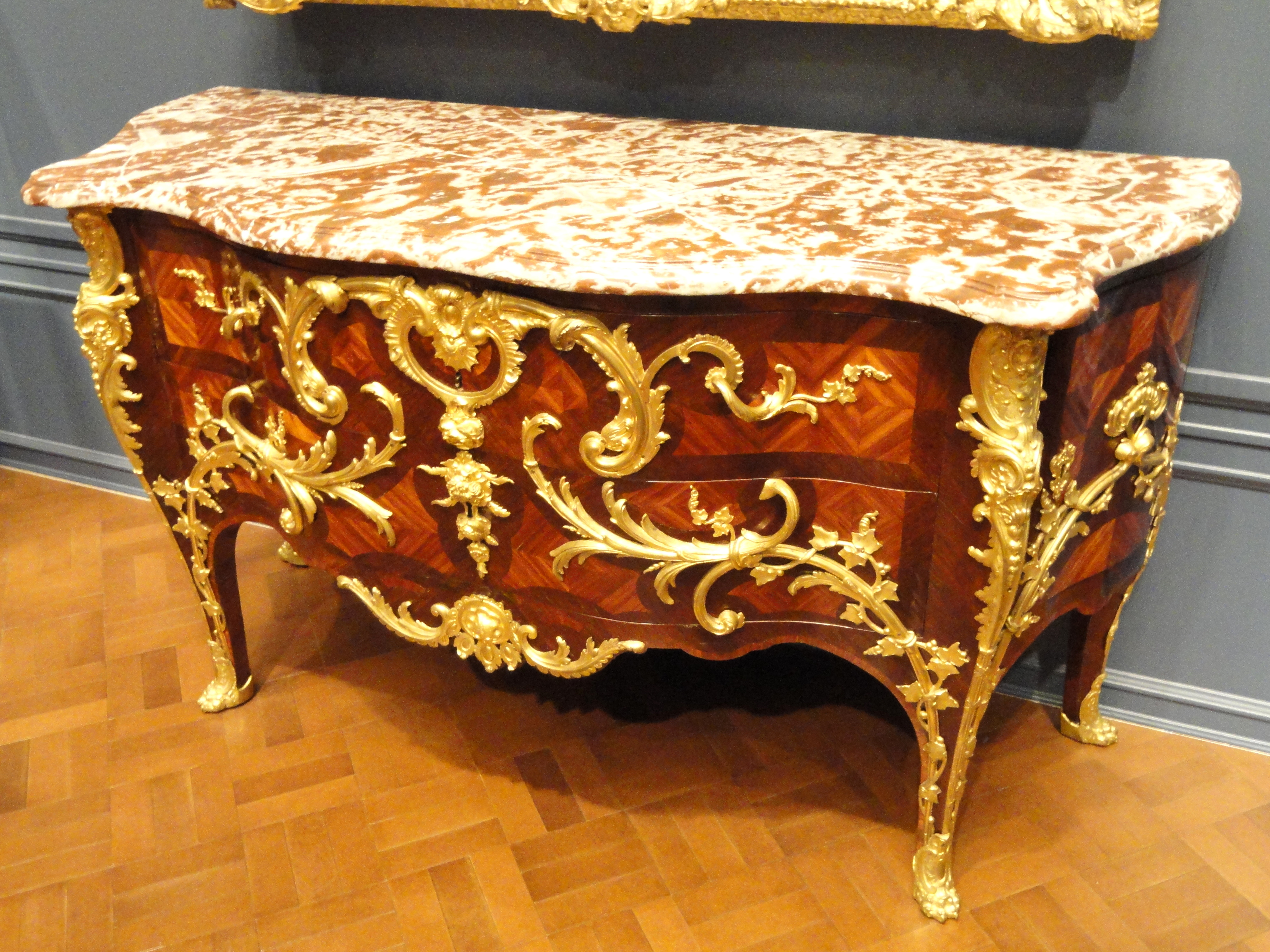
Commode di Charles Cressent (1745–49; Nelson-Atkins Museum of Art).

## Decorazioni d'interni
Le decorazioni a rocailles si diffusero anche nella decorazione d'interni che si serviva di pannelli di legno, in particolare tra il 1730 ed il 1750. La moda dell'epoca prevedeva in particolare l'uso di rocailles dorate su sfondo bianco per la decorazione delle pareti delle stanze. Questi stessi pannelli potevano talvolta includere degli spazi per specifici quadri o pitture, talvolta con soggetti esotici. 

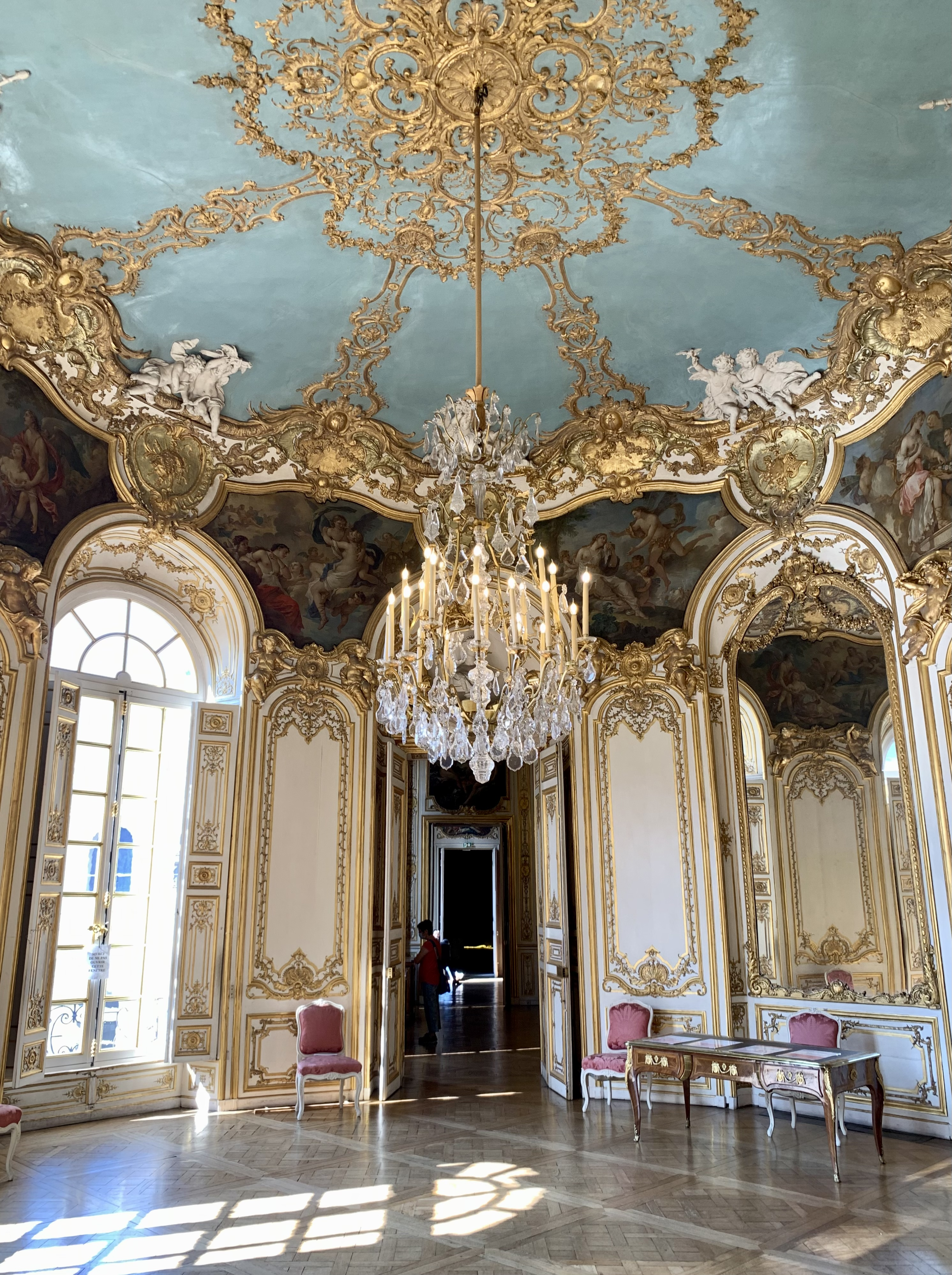
Salone dell'Hôtel de Soubise di Parigi (1735–40).
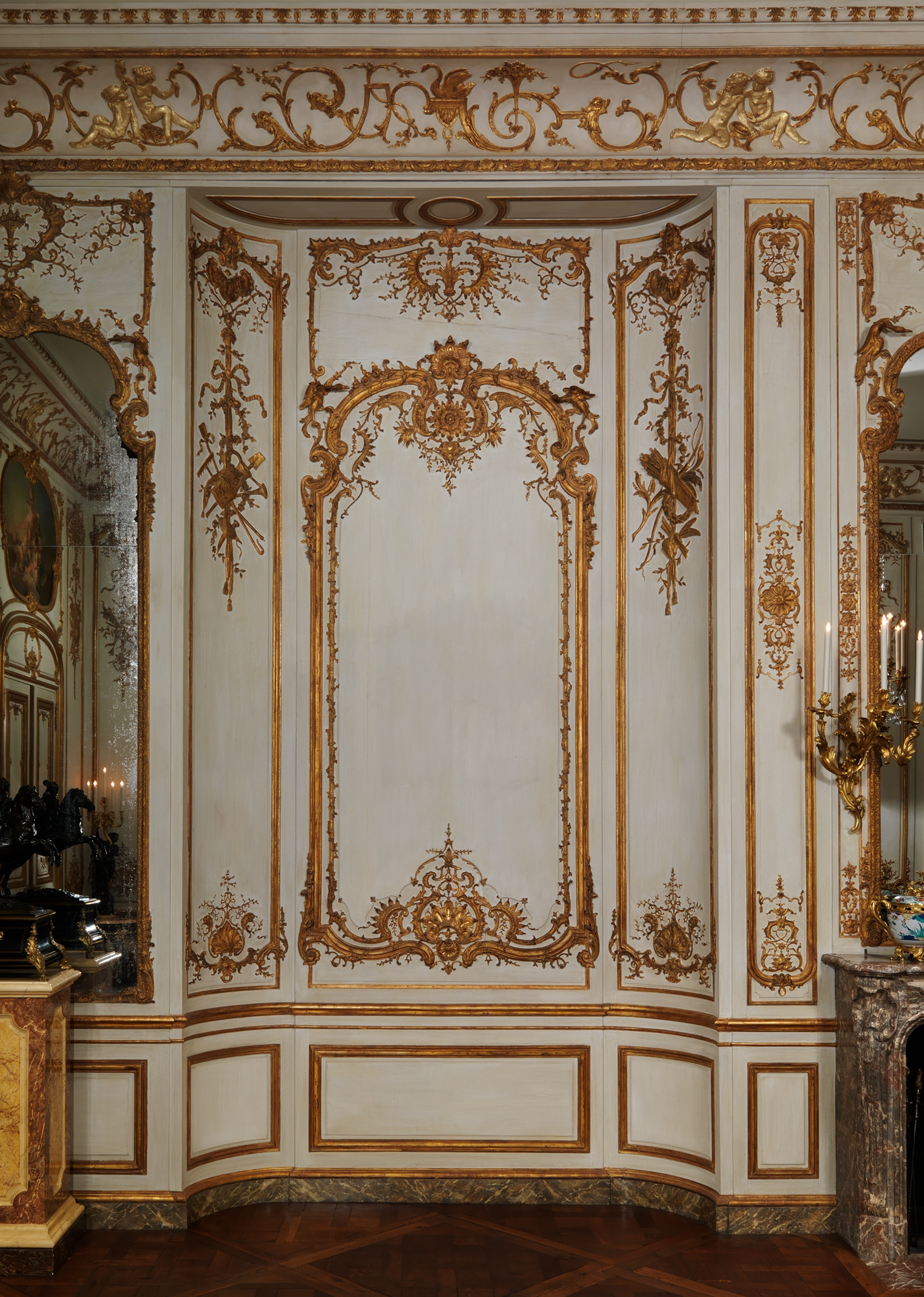
Pannelli a rocailles nell'Hôtel de Varengeville di Nicolas Pineau (1735).
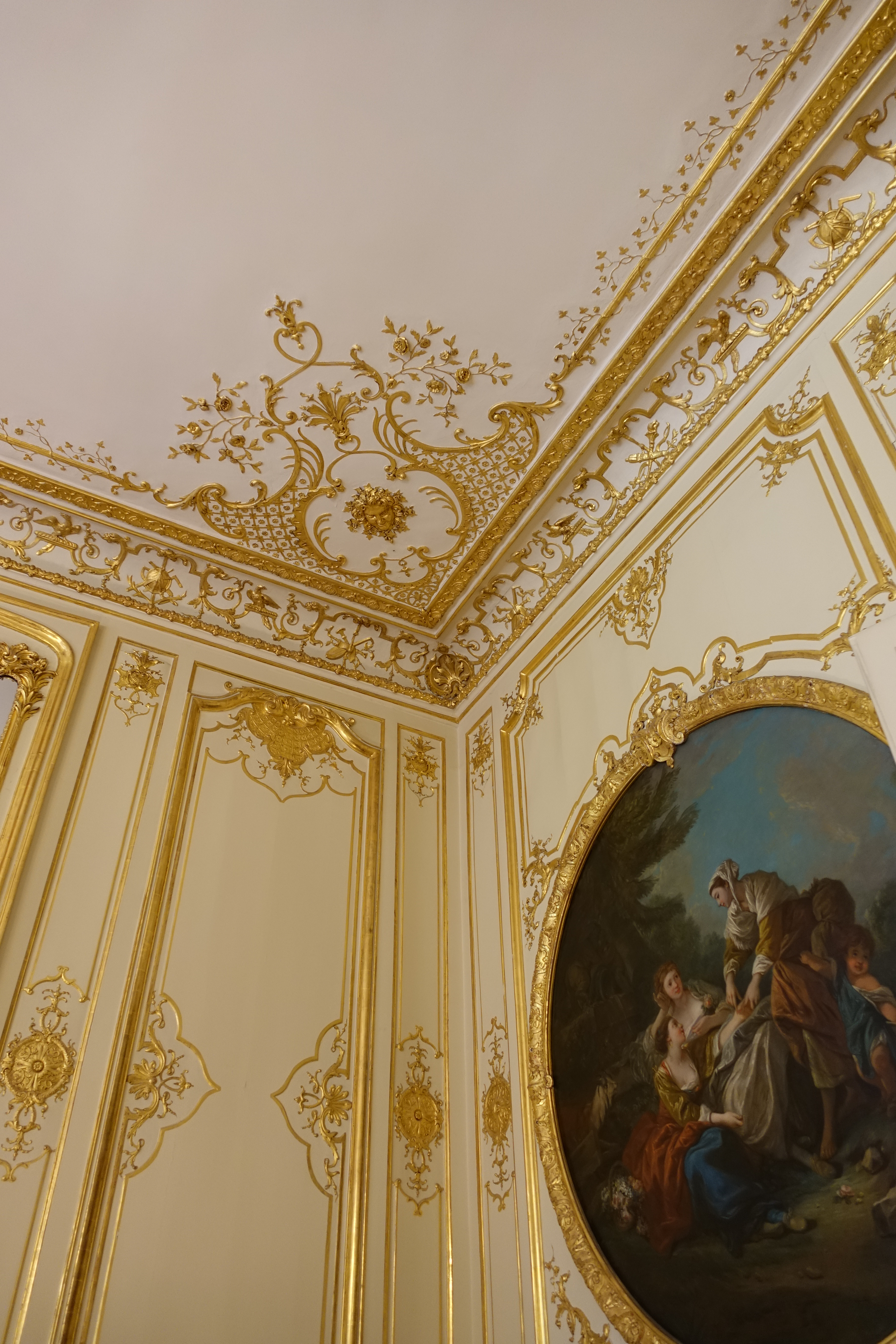
Decorazione di pannelli e soffitto nell'ufficio del primo ministro francese, Hôtel Matignon (1720–25).
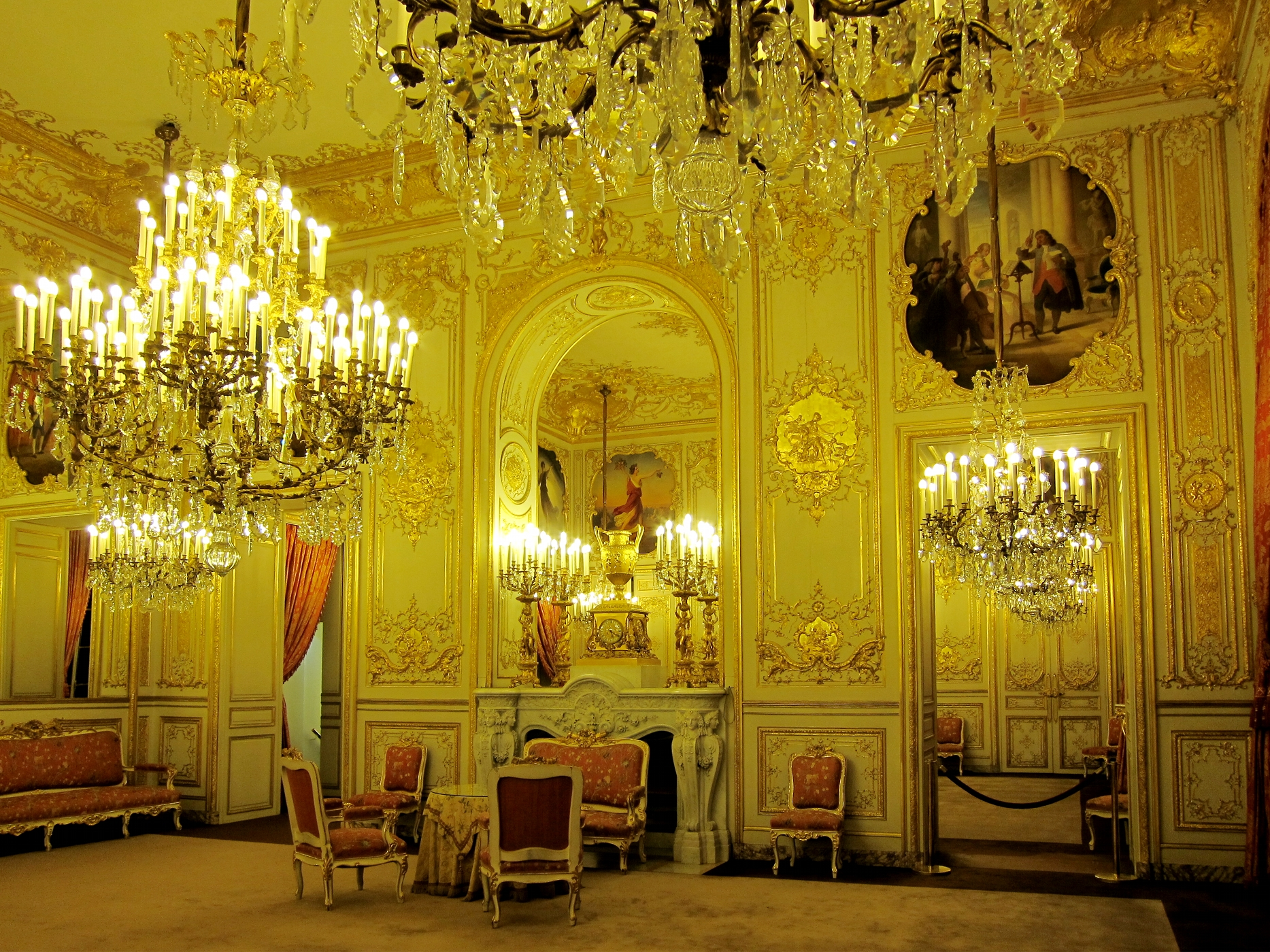
Salone dell'Hôtel de Lassay, attuale residenza del presidente dell'Assemblea Nazionale francese.

## Argenti, porcellane e metalli
Oltre all'uso nelle decorazioni e nel mobilio, le rocailles apparvero anche nelle porcellane e nei metalli lavorati. Nel 1738 la manifattura di porcellane di Vincennes venne fondata grazie al supporto di Luigi XV e di Madame de Pompadour, per competere con quelle storiche e già attive di Chantilly e Meissen. Nel 1756, la manifattura venne spostata a Sèvres, su iniziativa di madame de Pompadour, presso il suo castello di Bellevue. L'arte delle rocailles divenne una delle firme tipiche della manifattura di Sèvres.
Le rocailles vennero poi applicate nella lavorazione dei metalli per la produzione di cancelli e inferriate ad opera di fabbri come Jean Lamour che realizzò proprio negli stessi anni la cancellata della Place Stanislas di Nancy.

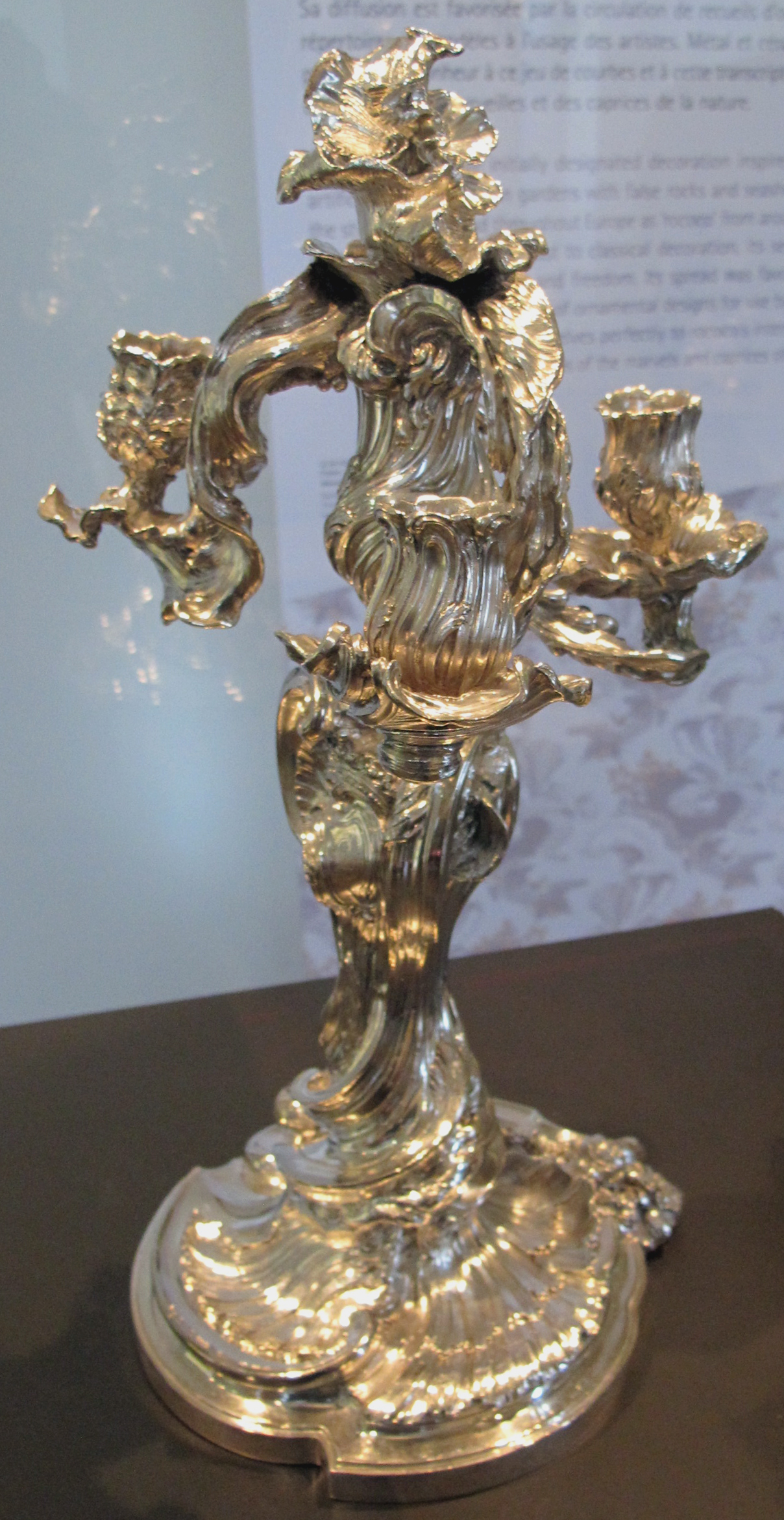
Candelabri in argento di Juste-Aurèle Meissonnier (1734–35).
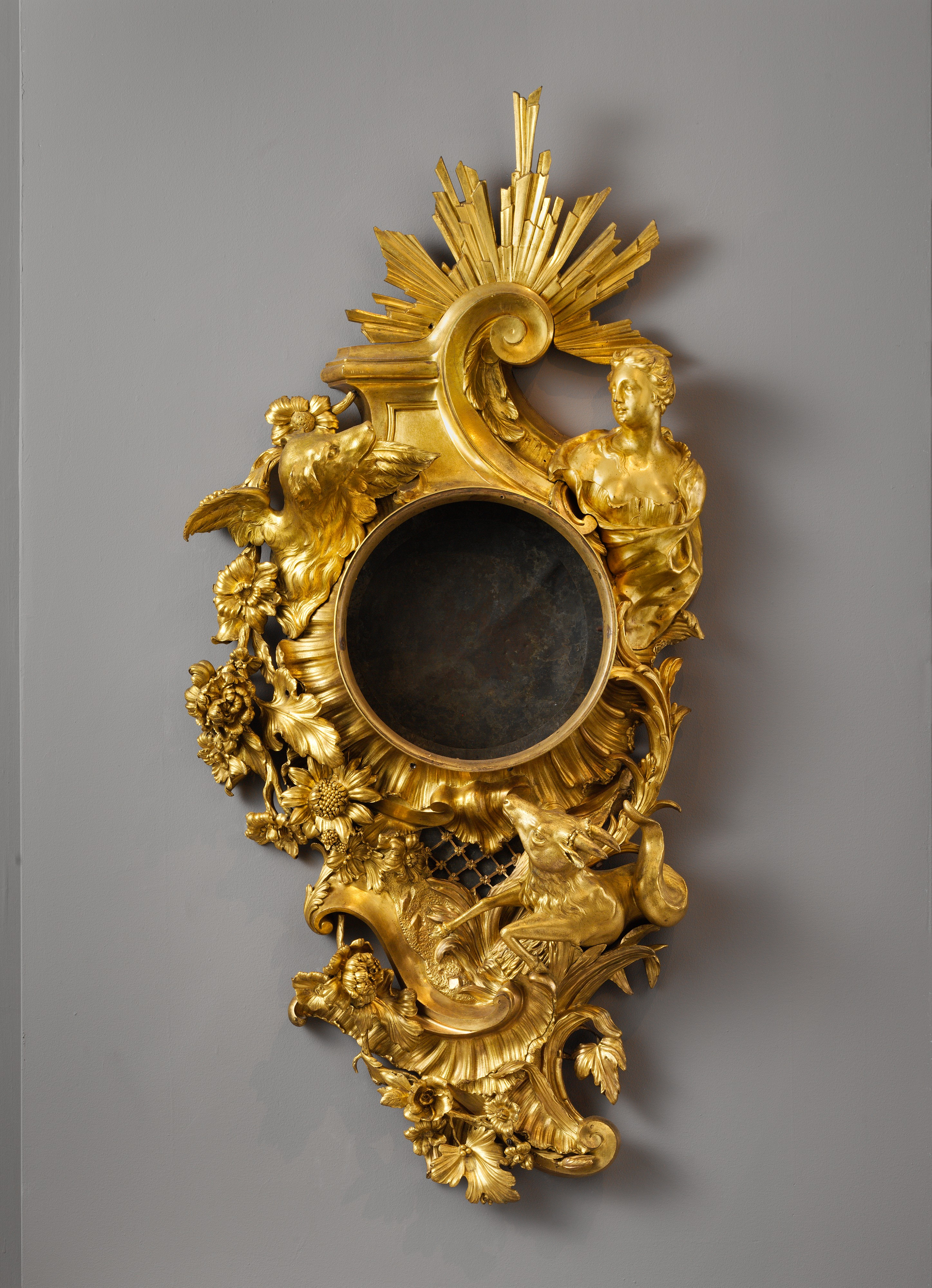
Cornice di un orologio da muro di Jacques Caffieri (1745–50).
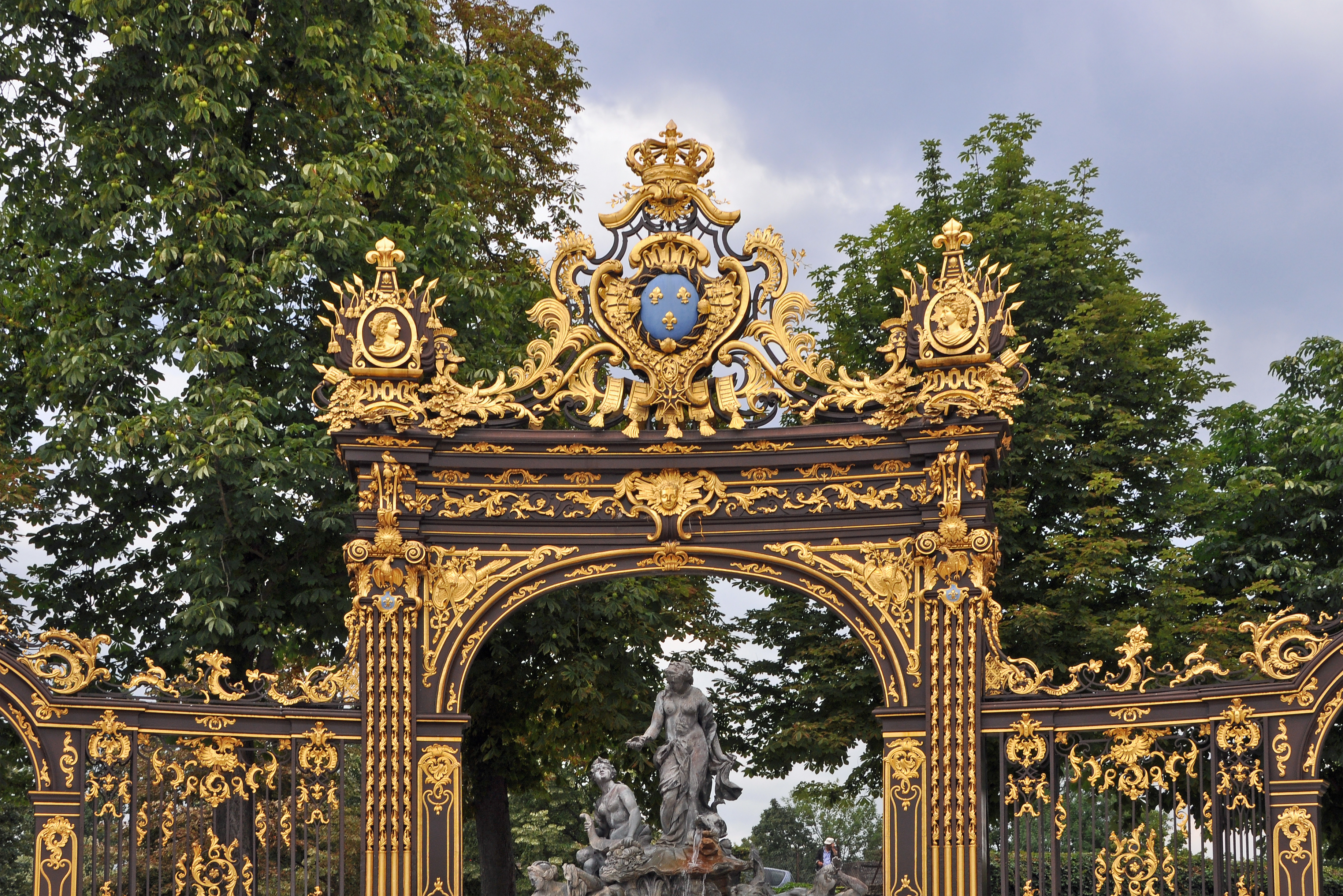
Cancello della Place Stanislas di Nancy di Jean Lamour (1750–58).
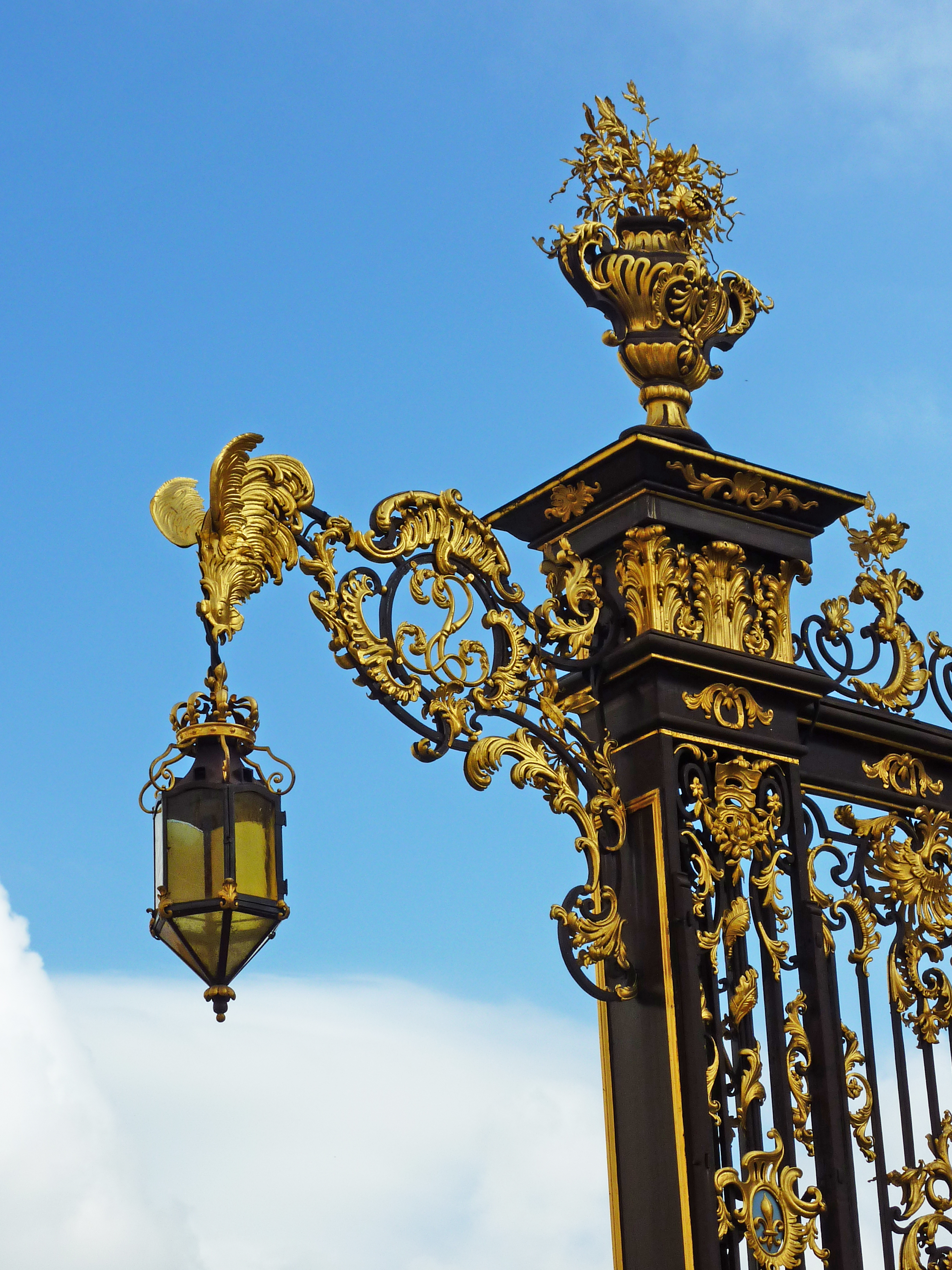
Lampione della Place Stanislas di Nancy di Jean Lamour (1750–58)
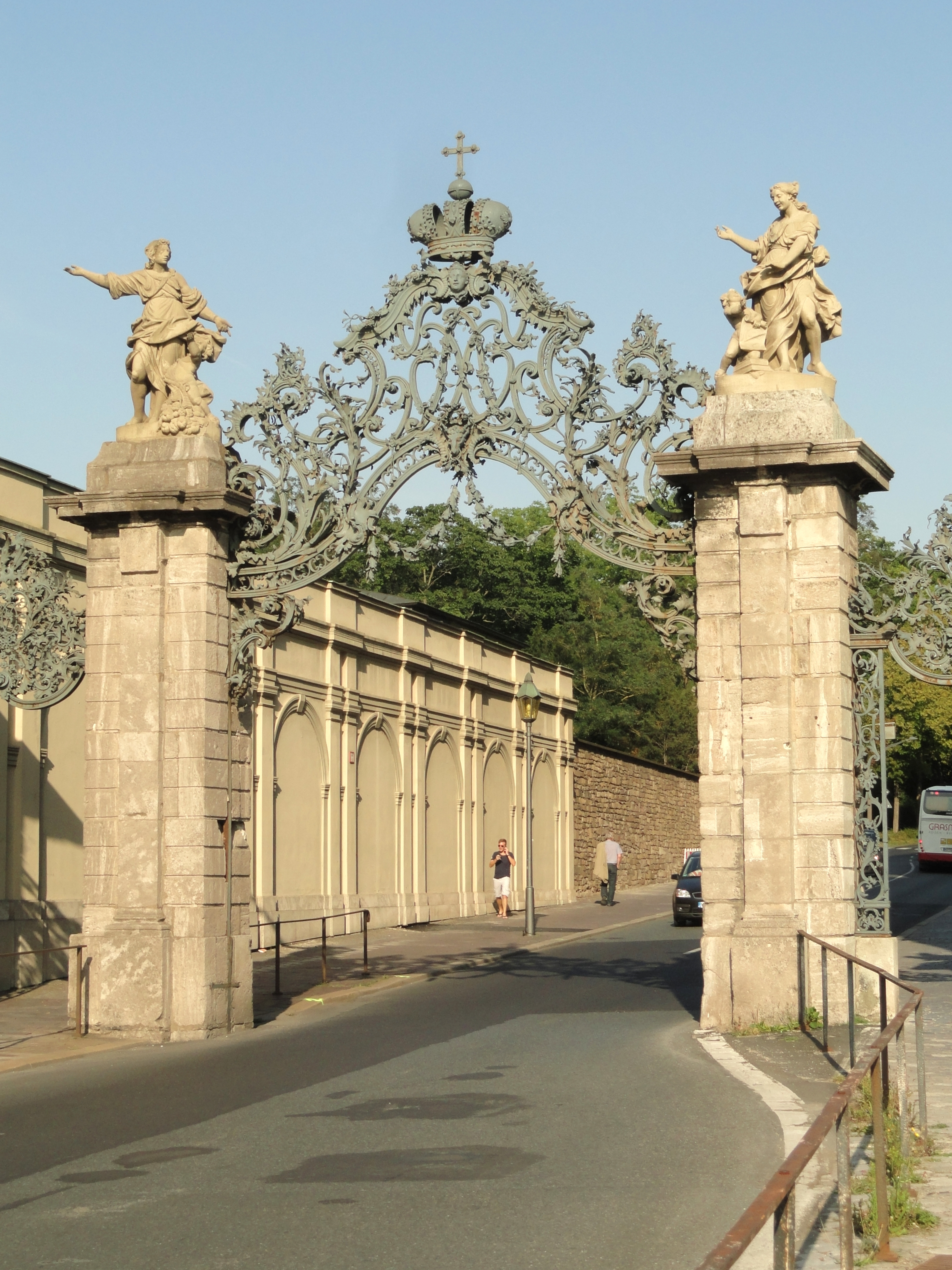
Cancello con due statue a Würzburg, di Johann Georg Oegg (1752).
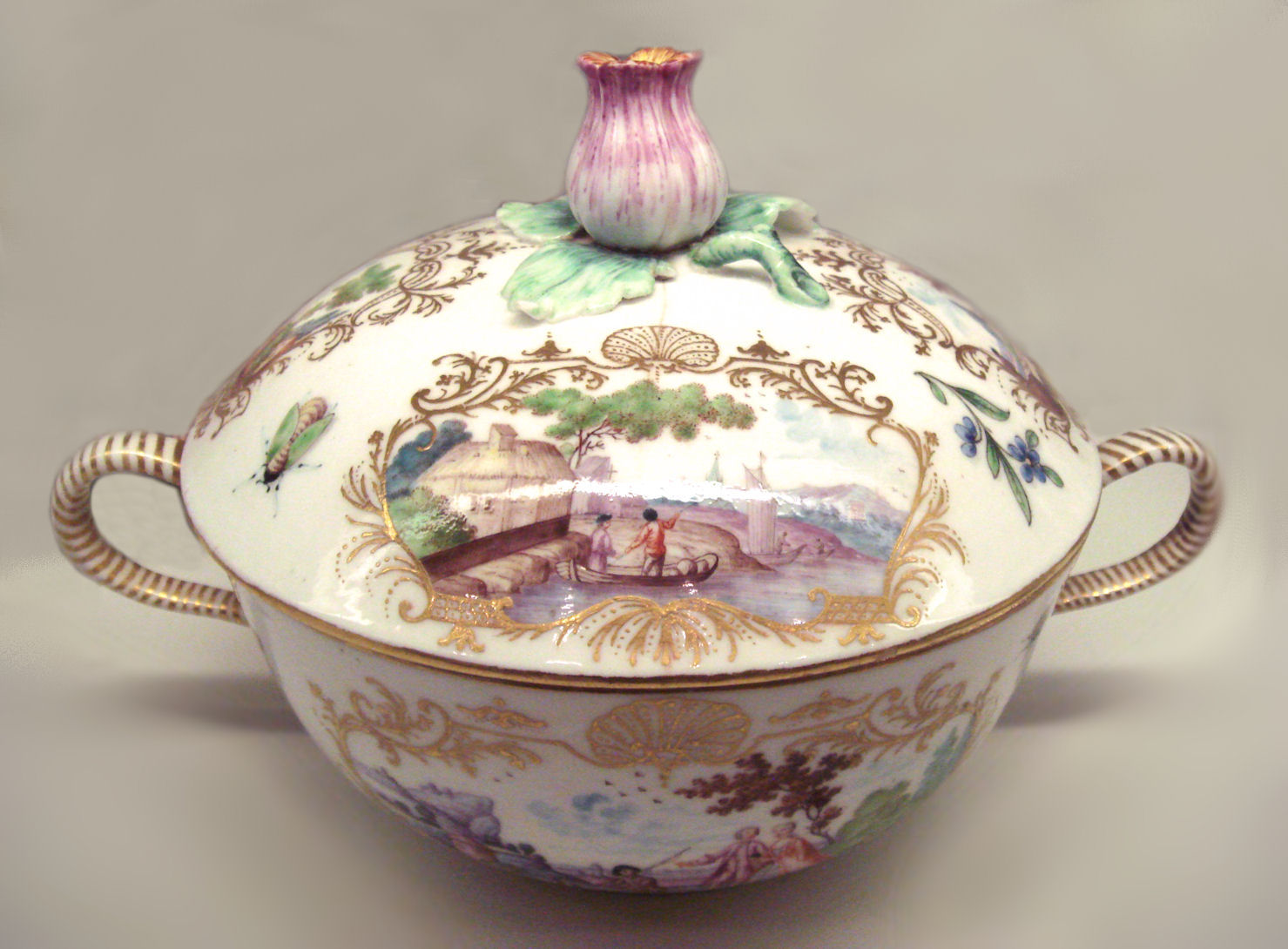
Porcellana di Vincennes con disegno a rocailles e decorazioni cinesi (1749–50).
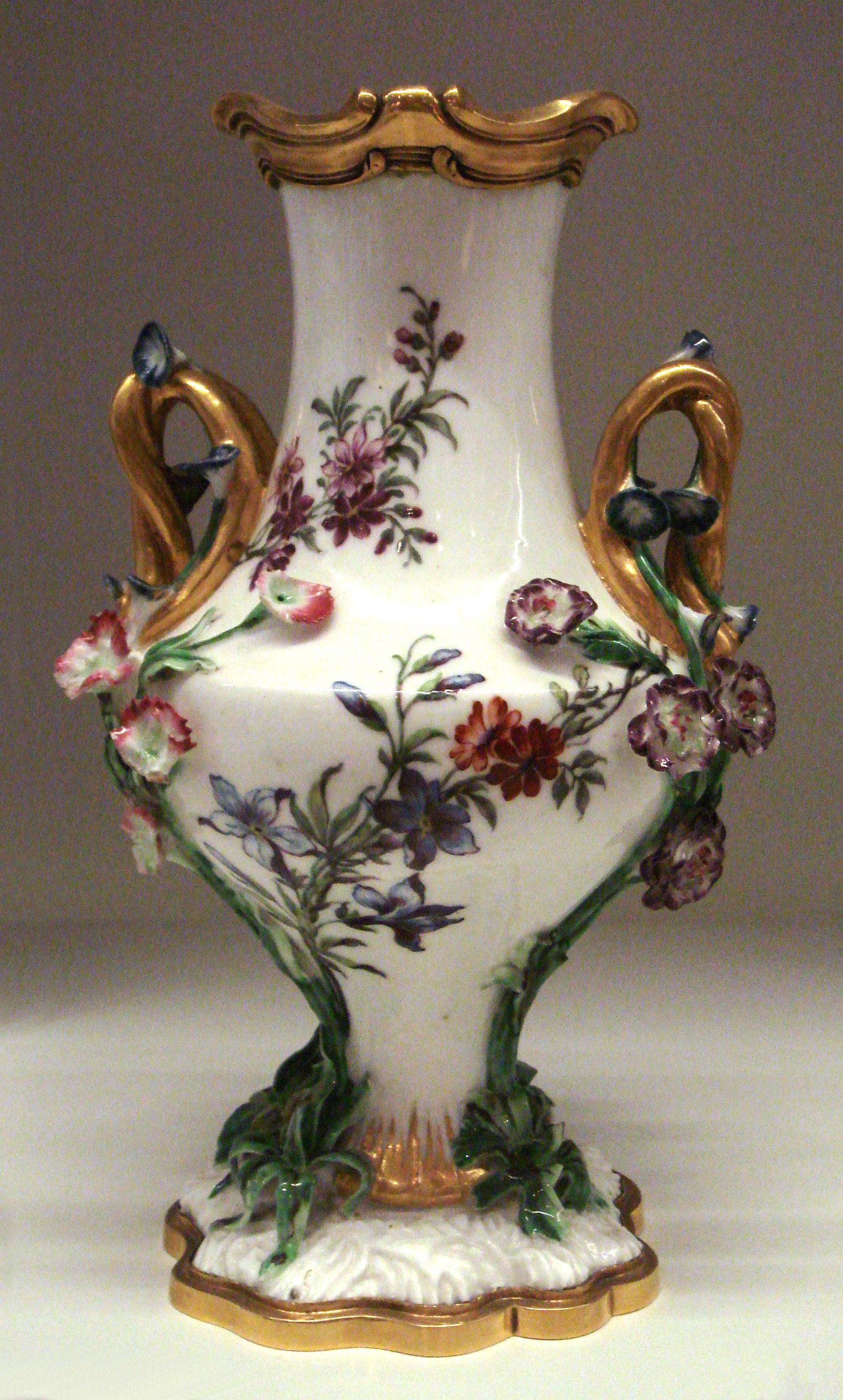
Vaso in porcellana di Vincennes di Jean-Claude Duplessis (1753).
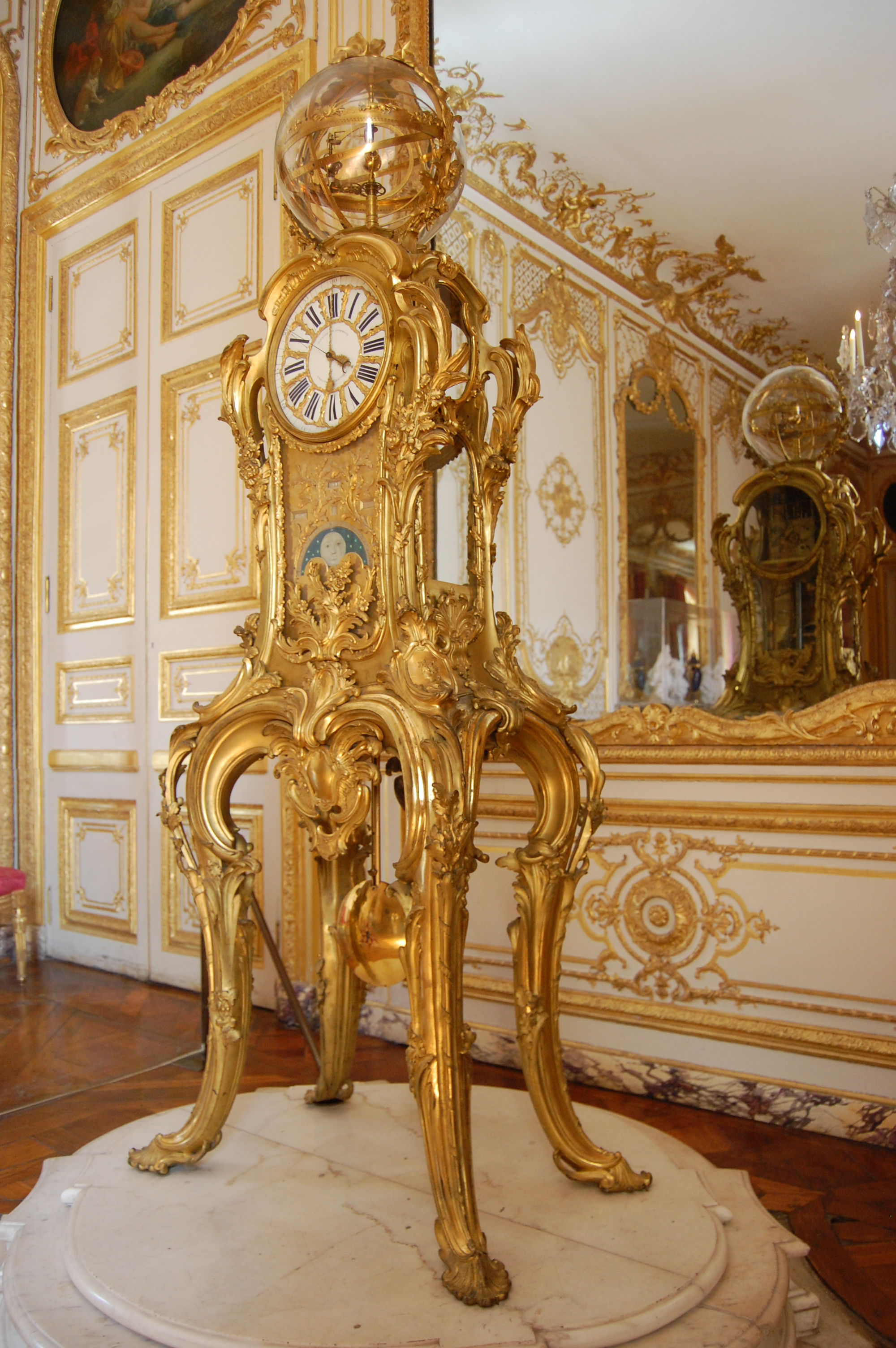
Orologio astronomico in bronzo dorato di Jacques Caffieri (1754), Museo di Versailles
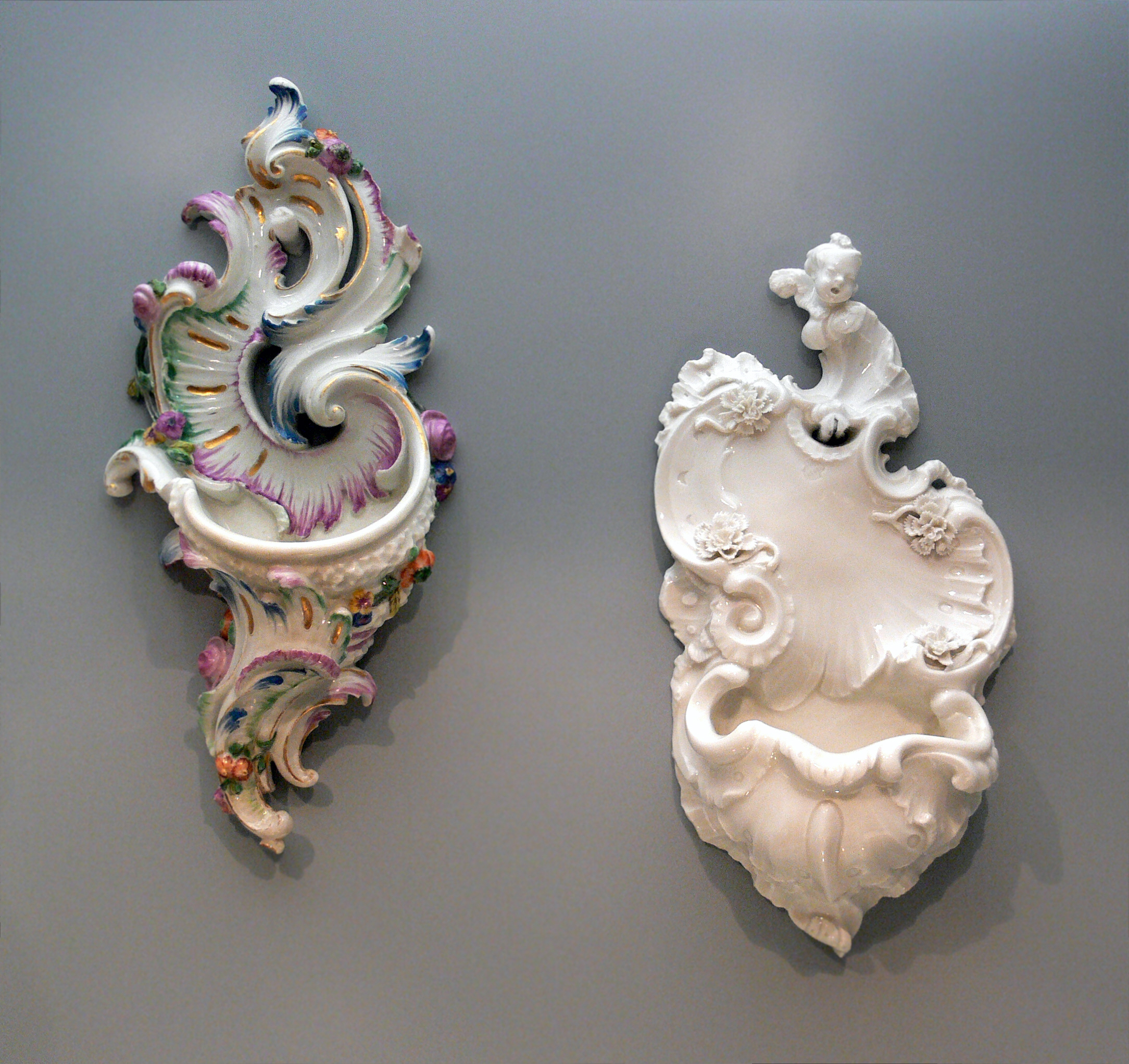
Due acquasantiere in porcellana di Nymphenburg, modellate probabilmente da Franz Anton Bustelli (1760 circa).
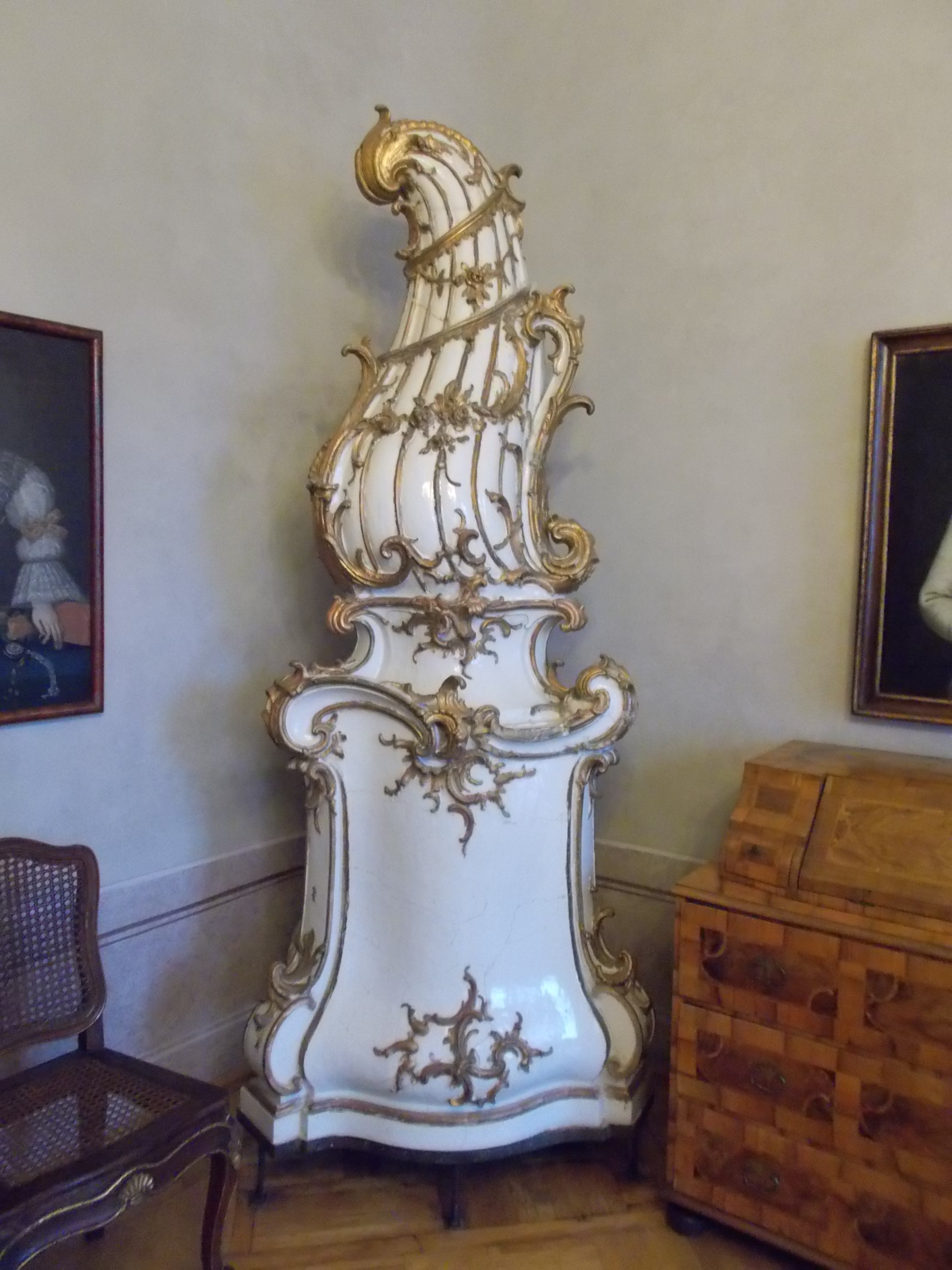
Stufa di stile ungherese a palazzo Rudnyánszky di Budapest (XVIII secolo).

## Influenza e declino
L'uso delle rocailles inflouenzò lo stile Chippendale in Inghilterra e l'opera del bavarese François de Cuvilliés il Vecchio. Lo stile si diffuse largamente anche in Italia (in particolare a Venezia), in Austria, in Baviera ed in Spagna, località quest'ultima ove assunse forme esuberanti e portate all'estremo nelle decorazioni.
La scoperta di Ercolano nel 1738 e di Pompei nel 1748, portarono l'attenzione dell'architettura e delle arti decorative più su un piano neoclassicista. Il mobilio iniziò a divenire più geometrico, con gambe dritte, l'uso sempre più frequente di colonne greche e romane, la preferenza per gli intarsi che per le decorazioni esterne ai mobili.